# John Rogers
Pour les articles homonymes, voir John Rogers (homonymie) et Rogers.
Alfred John Rogers (né le 10 avril 1953 à Paradise Hills (en), dans la province de la Saskatchewan au Canada) est un joueur professionnel canadien de hockey sur glace.

## Carrière de joueur
Joueur qui a été sélectionné par un club dans les deux ligues majeures d'Amérique du Nord dans les années 1970. Au cours de sa carrière junior, il participe à deux reprises au tournoi de la Coupe Memorial sans toutefois la remporter. Il se joint ensuite aux North Stars du Minnesota avec lesquels il joua quelques parties au cours des deux saisons qui suivirent.
En 1975-1976, il joue pour les Oilers d'Edmonton dans l'Association mondiale de hockey récoltant 17 points en 44 parties. Il prend sa retraite au terme de cette saison.

## Statistiques
| Saison     | Équipe                   | Ligue          |    | Saison régulière | Saison régulière | Saison régulière | Saison régulière | Saison régulière |    | Séries éliminatoires | Séries éliminatoires | Séries éliminatoires | Séries éliminatoires | Séries éliminatoires |
| Saison     | Équipe                   | Ligue          | PJ | B                | A                | Pts              | Pun              | PJ               | B  | A                    | Pts                  | Pun                  |                      |                      |
| 1969-1970  | Maple Leafs d'Edmonton   | LHJA           | 44 | 30               | 21               | 51               | 150              | -                | -  | -                    | -                    | -                    |                      |                      |
| 1970       | Red Wings de Weyburn     | Coupe Memorial | -  | -                | -                | -                | -                | 5                | 1  | 1                    | 2                    | 9                    |                      |                      |
| 1970-1971  | Oil Kings d'Edmonton     | WCHL           | 57 | 27               | 16               | 43               | 218              | 17               | 7  | 5                    | 12                   | 56                   |                      |                      |
| 1971-1972  | Oil Kings d'Edmonton     | WCHL           | 46 | 26               | 27               | 53               | 236              | 14               | 7  | 3                    | 10                   | 14                   |                      |                      |
| 1972       | Oil Kings d'Edmonton     | Coupe Memorial | -  | -                | -                | -                | -                | 2                | 0  | 0                    | 0                    | 4                    |                      |                      |
| 1972-1973  | Oil Kings d'Edmonton     | WCHL           | 68 | 63               | 41               | 104              | 219              | 11               | 13 | 11                   | 24                   | 56                   |                      |                      |
| 1973-1974  | Nighthawks de New Haven  | LAH            | 54 | 16               | 18               | 34               | 73               | 10               | 1  | 1                    | 2                    | 0                    |                      |                      |
| 1973-1974  | North Stars du Minnesota | LNH            | 10 | 2                | 4                | 6                | 0                | -                | -  | -                    | -                    | -                    |                      |                      |
| 1974-1975  | Nighthawks de New Haven  | LAH            | 54 | 16               | 18               | 34               | 41               | 2                | 0  | 0                    | 0                    | 0                    |                      |                      |
| 1974-1975  | North Stars du Minnesota | LNH            | 4  | 0                | 0                | 0                | 0                | -                | -  | -                    | -                    | -                    |                      |                      |
| 1975-1976  | Flyers de Spokane        | WIHL           | 6  | 6                | 2                | 8                | 0                | -                | -  | -                    | -                    | -                    |                      |                      |
| 1975-1976  | Oilers d'Edmonton        | AMH            | 44 | 9                | 8                | 17               | 34               | -                | -  | -                    | -                    | -                    |                      |                      |
| Totaux AMH | Totaux AMH               | Totaux AMH     | 44 | 9                | 8                | 17               | 34               | -                | -  | -                    | -                    | -                    |                      |                      |
| Totaux LNH | Totaux LNH               | Totaux LNH     | 14 | 2                | 4                | 6                | 0                | -                | -  | -                    | -                    | -                    |                      |                      |